# O sabor das margaridas
O sabor das margaridas (Spaans: El sabor de las margaritas) is een Spaanse televisieserie, geschreven in het Galicisch, die geproduceerd werd voor de Galicisch zender Televisión de Galicia uitgezonden vanaf 3 oktober 2018 en op Netflix vanaf 31 maart 2019.

## Verhaal
De serie vindt plaats in 2010 rond de tijd dat paus Benedictus XVI een bezoek brengt aan Santiago de Compostela. Rosa Vargas komt in een klein Galicisch dorpje terecht om de verdwijning van een jong meisje, Marta, te onderzoeken. Bij het zoeken ontdekt Rosa vele donkere geheimen van het stadje waar zogezegd nooit iets gebeurt. 

## Rolverdeling
| Acteur              | Personage   |
| ------------------- | ----------- |
| Maria Mera          | Rosa Vargas |
| Toni Salgado        | Mauro       |
| Nerea Barros        | Ana         |
| Miguel Insua        | Alberte     |
| Ricardo de Barreiro | Vidal       |
| Denis Gómez         | Bernabé     |